# SM-65 Atlas

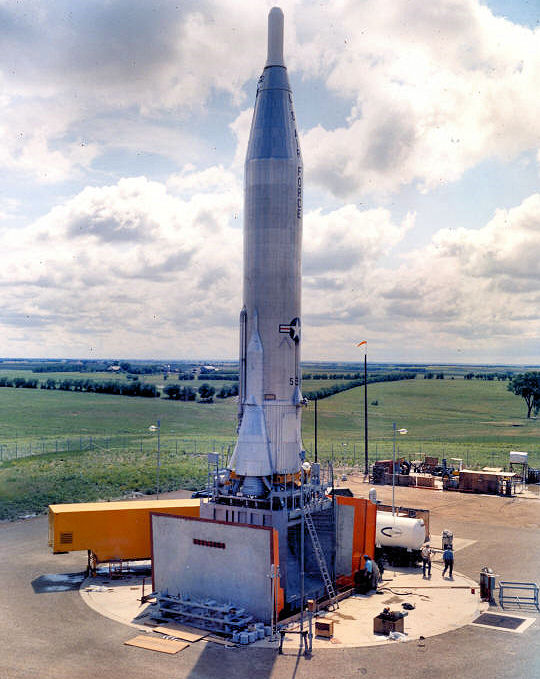
Um míssil SM-65F Atlas no seu silo em Abilene KS.

O SM-65 Atlas foi o primeiro ICBM dos Estados Unidos. Foi desenvolvido pela General Dynamics (divisão Convair) para a Força Aérea dos Estados Unidos. Estes mísseis ficavam de prontidão em silos espalhados por todo o território Norte americano como arma de dissuasão, durante a Guerra fria. O primeiro modelo voou em 1957 como Atlas A, para testar a estrutura e os sistemas de propulsão, sendo logo seguido pelos modelos B e C, entre 1958 e 1959.
O Atlas se tornou operacional como míssil em Outubro de 1959, e mais tarde acabou sendo usado como primeiro estágio de veículos lançadores de satélite por mais de 50 anos. A ogiva de guerra do Atlas era mais de 100 vezes mais potente que a bomba lançada sobre Nagasaki em 1945.

## Características
O míssil SM-65 Atlas, tinha as seguintes características gerais.
- Altura: 28 m
- Diâmetro: 3,05 m
- Massa total: 81 647 kg
- Carga útil: Ogiva nuclear (vários modelos)
- Empuxo inicial: 1 334,50 kN
- Apogeu: 120 km
- Estreia: 11 de junho de 1957
- Último: 03 de junho de 1958
- Lançamentos: 8

## Variantes
- Veículos de teste / qualificação
  - Convair XSM-16A/X-11/SM-65A Atlas
  - Convair X-12/SM-65B Atlas
- Protótipos e outros fins
  - SM-65C Atlas
  - SM-65D Atlas
  - SM-65E Atlas
- Veículo de produção
  - SM-65F Atlas

- Convair X-11
- Convair X-12
- Atlas-B
- Atlas C
- Atlas D
- Atlas-E
- Atlas-F